# Ꝯ
Cette page contient des caractères spéciaux ou non latins. S’ils s’affichent mal (▯, ?, etc.), consultez la page d’aide Unicode.
Con ou us (capitale Ꝯ, minuscule ꝯ ou ꝰ), est un symbole et une lettre additionnelle de l’alphabet latin utilisée comme abréviation dans l’écriture du latin pour con, cum, os ou us, ainsi que d’autres langues romanes comme le français, l’espagnol ou le portugais au Moyen Âge jusqu’à la Renaissance.

## Utilisation

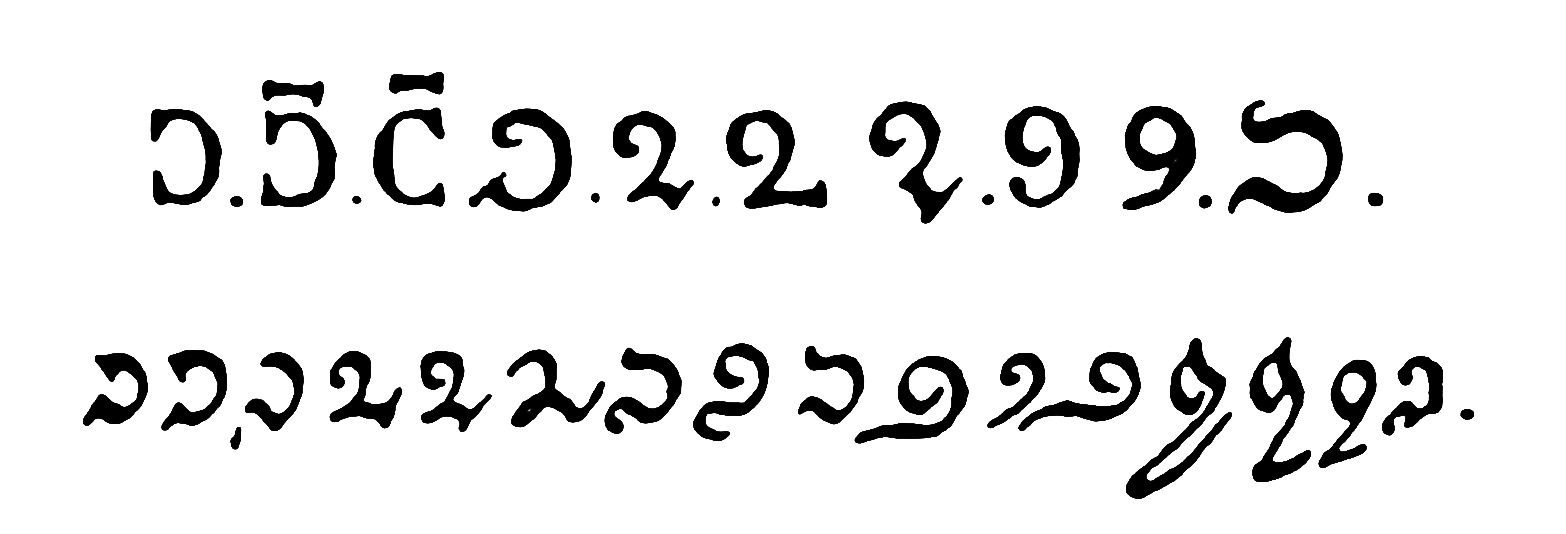
Formes du symbole abréviatif Ꝯ dans Chassant 1884.

Dans les manuscripts les plus anciens, l’abbréviation us a la forme d’une ligature composée d’u et d’un s long, celle-ci évolue pour devenir un s long sur une courbe rappelant le u. Par la suite, cette ligature est fortement simplifiée pour devenir deux-points et finalement un seul point (point qui sera généralisé pour représenter l’omission de la syllabe finale d’un mot). Alternativement, la ligature a aussi pris la forme d’un chiffre 9 ouvert au-dessus, une courbe pour le u est un trait descendant pour le s long, avant de prendre une forme plus proche du chiffre 9.

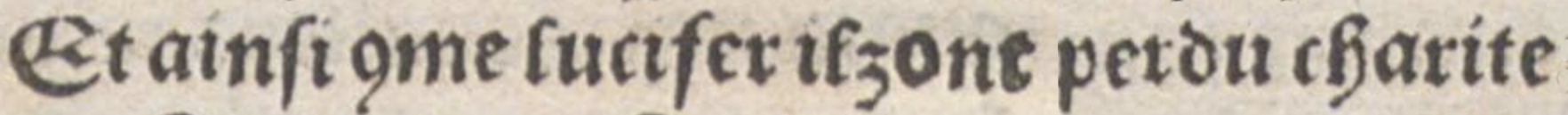
Phrase du Songe du vergier (circa 1499) avec Ꝯ  dans le mot « Ꝯme » (comme) : « Et ainsi comme lucifer ilz ont perdu charite ».
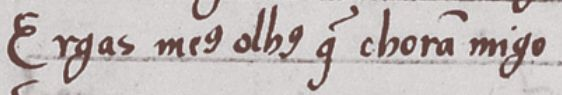
Exemple du ꝯ dans Martim Codax, Ai Deus, se sab’ora meu amigo dans les mots « meꝯ » (meus) et « olhꝯ » (olhos) : "Ergas meus olhos que choran migo".
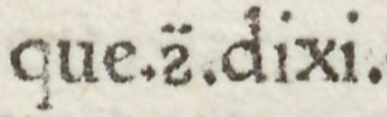
que contradixi, noté ‹ que.ꝯ̈.dixi ›, dans un ouvrage de Bartolus de Saxoferrato, publié en 1477.
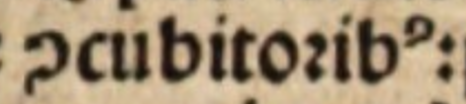
Texte avec « ꝯcubitoꝛibꝰ » dans une Bible de c. 1502.

En français, on retrouve l’us ‹ Ꝯ › comme brévigraphe pour com et l’us en lettre supérieure ‹ ꝰ › pour us ou même s, en fin de mot chez certains imprimeurs ou auteurs comme Geoffroy Tory (notamment dans Heures de la Vierge publié en 1525 ou Champ fleury publié en 1529) dans des mots comme « plꝰ » plus, « noꝰ » nous, « toꝰ » tous, « voꝰ » vous.
Con et us sont aussi abrégés avec un c réfléchi pointé ‹ ꜿ ›.  Con est aussi abrégé avec un c culbuté ‹ ɔ › ou un c réfléchi ‹ ͻ ›. Us est aussi abrégé avec un point virgule ‹ ; › ou un et ‹ ꝫ ›.

## Représentations informatiques
Le con peut être représenté avec les caractères Unicode (Latin étendu D) suivants :
| formes    | représentations | chaînes de caractères | points de code | descriptions                  |
| --------- | --------------- | --------------------- | -------------- | ----------------------------- |
| capitale  | Ꝯ               | Ꝯ                     | U+A76E         | lettre majuscule latine con   |
| minuscule | ꝯ               | ꝯ                     | U+A76F         | lettre minuscule latine con   |
| exposant  | ꝰ               | ꝰ                     | U+A770         | lettre modificative latine us |